# Laumersheim
Laumersheim är en kommun och ort i Landkreis Bad Dürkheim i förbundslandet Rheinland-Pfalz i Tyskland.
Kommunen ingår i kommunalförbundet Verbandsgemeinde Leiningerland tillsammans med ytterligare 20 kommuner.